# Delta alluaudi
Delta alluaudi är en stekelart som först beskrevs av Perkins 1895.  Delta alluaudi ingår i släktet Delta och familjen Eumenidae. Inga underarter finns listade i Catalogue of Life.